# Arcona (Schiff, 1886)
Die Arcona war eine Kreuzerkorvette der Alexandrine-Klasse, die Mitte der 1880er Jahre für die Kaiserliche Marine gebaut wurde. Namensgebend war das Kap Arkona auf der Insel Rügen, nach dem schon vorher eine Korvette der Kaiserlichen Marine benannt war. Sie war neben dem Typschiff Alexandrine das einzige weitere Schiff der Klasse.
Die Schiffe der Alexandrine-Klasse wurden Mitte der 1880er Jahre zur Erweiterung der deutschen Auslandskreuzerflotte in Auftrag gegeben und sollten entsprechend als Flottenaufklärer und auf ausgedehnten Einsatzfahrten in überseeischen Interessensgebieten des deutschen Kaiserreichs Dienst tun. Die Kiellegung der Arcona war 1881, am 7. Mai 1885 fand der Stapellauf statt und am 1. Dezember 1886 folgte die Indienststellung. Als Hauptbewaffnung verfügte das Schiff über eine Batterie von zehn 15-cm-Ringkanonen. Als Antrieb dienten eine Dampfmaschine mit ca. 2500 PS und dazu ein vollständiges Segelrigg, um diese auf langen Einsatzfahrten in Übersee zu ergänzen.
Zur Erfüllung ihrer Aufgabe absolvierte die Arcona eine siebenjährige Auslandsfahrt, die sie nach Mittel- und Südamerika, Afrika, um Kap Hoorn herum nach Asien, in den Persischen Golf und dann zurück nach Europa führte. In dieser Zeit war das Schiff jeweils als Stationär bzw. als Teil deutscher Kreuzergeschwader in Übersee eingesetzt. Anfang 1899 kehrte sie nach Deutschland zurück und wurde im Juni 1899 außer Dienst gestellt. Im Januar 1902 wurde das Schiff in Mercur umbenannt und 1906 verschrottet.

## Geschichte

### Bau und Indienststellung
Die Arcona wurde 1881 auf der Kaiserlichen Werft in Danzig auf Kiel gelegt und am 7. Mai 1885 auf einer seitlichen Slipanlage vom Stapel gelassen. Die Arcona war damit das erste Schiff, bei dem in Deutschland diese Methode des Stapellaufs angewandt wurde.
Elf Tage später wurde das Schiff formal von Vizeadmiral Eduard von Jachmann getauft und anschließend erfolgte die Ausrüstung und Bewaffnung des Schiffes. Am 1. Dezember 1886 verlegte es für erste Seeversuche nach Kiel und Wilhelmshaven. Die Versuche endeten am 25. Januar 1887. Die Arcona wurde dann zunächst der Reserve zugeteilt, da zu dieser Zeit nach der defensiven Strategie von General Leo von Caprivi, dem Chef der Kaiserlichen Admiralität, die deutschen Kolonien durch die kleineren Kanonenboote geschützt werden sollten, während die größeren Kriegsschiffe in Reserve gehalten bzw. einige einem sogenannten „permanenten Kreuzergeschwader“ zur Krisenbewältigung zugeteilt waren.
Die Arcona verblieb insgesamt fünf Jahre in der Reserve, bis sie am 20. April 1892 in Dienst gestellt wurde, um die deutschen Interessen in Ostasien zu sichern. Für diesen geplanten Einsatz wurde das Schiff der deutschen Ostasiatischen Kreuzerdivision unterstellt.

### Auslandseinsätze bis 1893
Bevor es Deutschland verlassen konnte, wurde das Schiff allerdings als Stationär nach Venezuela kommandiert, wo Unruhen die deutschen Unternehmen im Land bedrohten. Unter ihrem Kommandanten Paul Hofmeier verließ sie Wilhelmshaven am 4. Mai und kam am 9. Juni in La Guaira an. Sie lief dann Macuto an, wo Angriffe auf deutsche Staatsangehörige stattgefunden hatten. Die Präsenz des Schiffes erzwang hierfür eine formale Entschuldigung der venezolanischen Regierung. Bis Mitte Oktober waren die Unruhen beendet und Arcona verließ das Gebiet, um sich nun dem Permanenten Kreuzergeschwader anzuschließen, das zu dieser Zeit in ostafrikanischen Gewässern stationiert war. Auf dem Weg besuchte sie mehrere Inseln in der Karibik, darunter Trinidad, Grenada, Barbados und St. Vincent. Sie überquerte den Atlantik und hielt nach einem Aufenthalt in Gibraltar in Neapel, wo der Kapitän das Schiff krankheitsbedingt verließ. Unter seinem Nachfolger fuhr Arcona weiter über Port Said und den Sueskanal nach Aden und von dort weiter nach Sansibar, wo sie am 6. Februar 1893 dem Kreuzergeschwader beitrat. Zu dieser Zeit gehörten auch ihr Schwesterschiff Alexandrine und die Kreuzerfregatte Leipzig zu dem Verband.
Die Dienstzeit der Arcona in diesem Geschwader war nur von kurzer Dauer, da der Verband bereits am 6. April in Kapstadt wieder aufgelöst wurde. Die Korvette wurde daraufhin nach Deutsch-Südwestafrika entsandt, um Feldgeschütze für die deutsche Schutztruppe dorthin zu transportieren. Sie erreichte Walvis Bay, die kleine britische Enklave an der Küste Deutsch-Südwestafrikas, zum Entladen der Geschütze am 10. April.
Mitte Mai verließ die Arcona die afrikanischen Gewässer, um erneut den Atlantik zu überqueren. Ihr Ziel war am 1. Juni 1893 in Rio de Janeiro und dann am 25. Juni Montevideo, wo sie bis zum 8. Juli blieb. Am 27. Juli traf sie erneut mit ihrem Schwesterschiff Alexandrine in São Francisco do Sul zusammen. Am 18. September 1893 trafen die beiden Schiffe von Buenos Aires kommend erneut in Rio de Janeiro ein, wo aufständische Marinesoldaten in der „Revolta da Armada“ („Revolte der Flotte“) gegen den brasilianischen Präsidenten Floriano Peixoto putschten. Die Schiffe blieben bis Januar in der Stadt, um ausländische Bürger und Besitzungen vor den Aufständischen zu schützen und humanitäre Hilfe zu leisten. Beispielsweise sicherten die Schiffe die Freilassung des von den Rebellen am 3. November beschlagnahmten Hamburg-Süd-Dampfschiffs Santos und evakuierten am 9. Dezember deutsche Passagiere von dem argentinischen Dampfer Paranahiva, der beim Auslaufen von den Rebellen beschossen und aufgebracht worden war. Aufgrund eines Ausbruchs von Gelbfieber und um den Besatzungen dringend benötigten Urlaub zu gewähren, ging die Arcona am 31. Januar 1894 zurück nach Buenos Aires. Dorthin wurden sie und Alexandrine von der inzwischen eingetroffenen Korvette Marie begleitet. Die drei Schiffe fuhren am 22. April zurück nach Rio de Janeiro und dann weiter nach Cabo Frio.

### Dienst in der Ostasiatischen Kreuzerdivision
Als Anfang 1894 die Spannungen wegen Korea zwischen China und Japan zunahmen, wurden die Schiffe, nun als „Nachfolger“ des Permanenten Kreuzergeschwaders als sogenannte Ostasiatische Kreuzerdivision, nach Ostasien verlegt. Am 7. März umrundeten sie Kap Hoorn und erreichten den Pazifischen Ozean. Sturmschäden zwangen die Arcona allerdings, sich zu Reparaturen nach Valparaíso zu begeben. Nach Abschluss der Arbeiten trafen sich die drei Korvetten am 13. Juli vor Callao wieder. Während in der Zwischenzeit der erste chinesisch-japanische Krieg ausgebrochen war, blieben die drei Schiffe bis zum 15. August dort, um deutsche Interessen während der Unruhen zu schützen, die in Peru aufgrund der Präsidentschaft Andrés Avelino Cáceres anhielten. Die Schiffe überquerten erst nach Abschluss dieses Einsatzes den Pazifik und erreichten am 26. September Yokohama. Die Arcona fuhr dann allein nach Shanghai und dann nach Tschifu. Am 25. November schiffte sich der neue Kommandeur der Division Konteradmiral Paul Hoffmann in Shanghai auf der Arcona ein, die damit als Flaggschiff fungierte. Das Schiff lief ins Gelbe Meer, wo die chinesischen und japanischen Streitkräfte operierten. Mitte Dezember kehrte sie zu Wartungsarbeiten nach Shanghai zurück und wurde dort am 14. Februar 1895 durch den Kreuzer II. Classe Irene als Flaggschiff der Division ersetzt.
Für den restliche Dauer des Krieges, der im April endete, patrouillierten Arcona und die anderen Schiffe der Division individuell vor der chinesischen Küste. Chinas Niederlage führte zu Unruhen gegen Ausländer im Land und so verblieb der Verband auch über das Kriegsende hinaus vor Ort, um Übergriffe auf Europäer zu verhindern.
Im Dezember segelte die Arcona kurzzeitig nach Manila, wo Unruhen gegen die spanische Kolonialregierung auch andere Europäer im Land bedrohten. Sie kehrte dann nach China zurück, wo sie am 27. und 28. Juli bei der Bergung des Kanonenboots Iltis half, das am 23. Juli 1896 in einem Taifun in der Nähe des Kaps Shantung bei Rongcheng durch Strandung auf Grund gelaufen war und aufgegeben werden musste. Anfang November nahmen die Unruhen auf den Philippinen weiter zu, was die Rückkehr der Arcona dorthin erforderlich machte. Zusammen mit Kontingenten von britischen und französischen Kriegsschiffen entsandte auch die Arcona eine Abteilung von Marinesoldaten an Land, um die europäischen Konsulate in Manila zu schützen. Am 28. November traf die Irene ein, um Arcona vor Ort abzulösen.

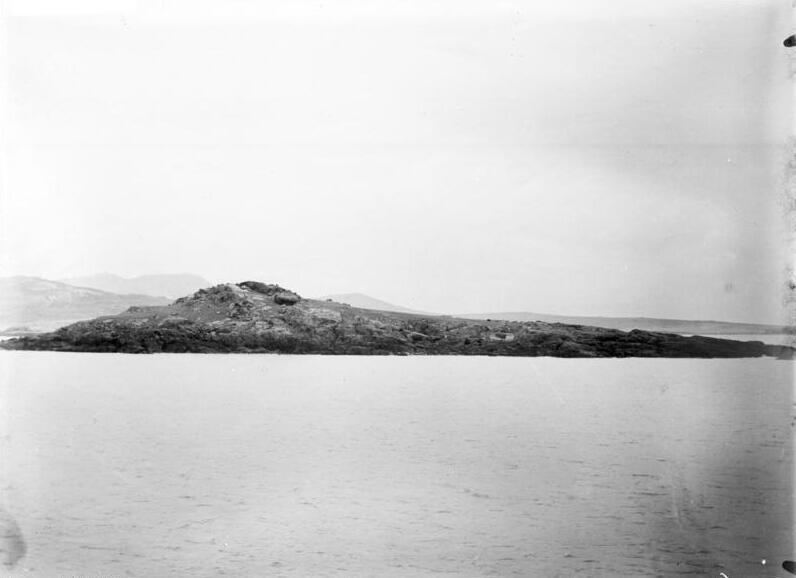
Die Arcona-Insel, nahe der Stelle, an der die Arcona Kiautschou anlief (um 1900)

Im Juni 1897 war die Arcona wieder Teil der nun von Konteradmiral Otto von Diederichs kommandierten Ostasiatischen Kreuzerdivision. Zu dem Verband gehörten neben der Arcona auch Irene, deren Schwesterschiff Prinzeß Wilhelm sowie die Panzerfregatte Kaiser als Flaggschiff. Außerdem war als Stationär der Kleine Kreuzer Cormoran vor Ort. Der Verband führte zunächst vor Tschifu Schießübungen durch und anschließend entsandte Diederichs die Arcona, um Vermessungen der Insel Sachalin durchzuführen. Im Oktober ging die Arcona erneut zur Wartung nach Shanghai. Sie befand sich noch in Reparatur, als die Ostasien-Division am 14. November mittels Konzession die Kiautschou-Bucht für das Deutsche Reich besetzte. Die Arcona traf dort drei Tage später ein und beteiligte sich an einem Landungskorps, um das Gebiet vor einem befürchteten chinesischen Angriff zu schützen. Der Angriff blieb allerdings aus und die Besetzung der Bucht verlief ohne Zwischenfälle. In der Folge wurden weitere Kriegsschiffe nach Ostasien entsandt, so dass die Division zu einem vollen Geschwader erhoben wurde. Die Arcona und die anderen Schiffe des ursprünglichen Verbandes wurde so zur 1. Division, während die drei neuen Schiffe zusammen mit der Cormoran die 2. Division bildeten.
Die Arcona tat hiernach Dienst als Wachschiff im Hafen und wurde im Juli 1898 zu Vermessungen der Karolinen- und Marianeninseln in den Zentralpazifik entsandt. Während dieses Einsatzes hielt sie in Ponape an, um Einheimische zu bestrafen, die ein Besatzungsmitglied eines deutschen Handelsschoners ermordet hatten. Sie beendete diese Mission im Oktober und kehrte auf die Philippinen zurück, um die dort stationierte Prinzeß Wilhelm abzulösen, die nach dem Spanisch-Amerikanischen Krieg Anfang des Jahres zum Schutz deutscher Staatsangehöriger dort stationiert worden war. Sie blieb jedoch nur einen Monat dort und wurde im November durch die Irene ersetzt.
Am 15. November 1898 lief die Kaiser in Samsah Bay auf Grund und Arcona und Cormoran wurden geschickt, um Hilfe zu leisten.
Am 31. Januar 1899 erhielt die Arcona dann schließlich den Befehl zur Rückkehr nach Deutschland. Auf ihrer Rückreise führte sie eine kurze Tour über den Persischen Golf durch und hielt in Maskat, Basra, Buschehr und Bandar Lengeh an. Am 27. Mai 1899 legte das Schiff schließlich nach sieben Jahren im Auslandsdienst wieder in Wilhelmshaven an.

### Verbleib
Die Arcona wurde am 6. Juni außer Dienst gestellt und in Kiel der Reserve zugeteilt. Am 11. Januar 1902 wurde sie in Mercur umbenannt, damit ihr Name auf dem Kleinen Kreuzer Arcona weiterverwendet werden konnte. Die Mercur wurde dann am 13. August nach Danzig abgeschleppt, wo sie als Hafenschiff mit verschiedenen Aufgaben eingesetzt wurde. Am 22. Juni 1905 wurde das Schiff aus dem Seeregister gestrichen und schließlich 1906 in die Verschrottung verkauft.

## Kommandanten
1. Dezember 1886 bis 28. Januar 1887 (Probefahrten)
- Korvettenkapitän Gustav von Rosen

20. April 1882 bis 6. Juni 1899
- Korvettenkapitän Fritz Draeger: bis Januar 1893
- Korvettenkapitän/Kapitän zur See Paul Hofmeier: von Januar 1893 bis Oktober 1894
- Kapitänleutnant Paul Walther: von Oktober 1894 bis Februar 1895 in Vertretung
- Korvettenkapitän/Kapitän zur See Georg Sarnow: von Februar 1895 bis September 1896
- Korvettenkapitän/Kapitän zur See Gottlieb Becker: von September 1896 bis Juni 1898
- Korvettenkapitän/Kapitän zur See Wilhelm Reincke: von Juni 1898 bis Juni 1899